# Diospyros carpinifolia
Diospyros carpinifolia là một loài thực vật có hoa trong họ Thị. Loài này được (Ridl.) Bakh. mô tả khoa học đầu tiên năm 1933.